# Rosengång

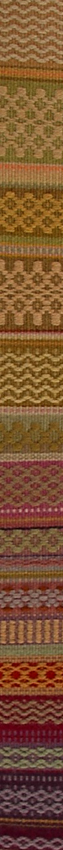

Rosengång är en kypertteknik inom allmogevävnad som används i mattor och bordsdukar samt ranor/vepor. Rosengång kan antingen vävas liksidigt med mönster och löst liggande trådar på båda sidor ("lös rosengång"), eller oliksidigt, med tydligt mönstrad och ripsartad rätsida och löst liggande trådar på baksidan ("bunden rosengång" eller "gubbaväv").
Lös rosengång förekommer traditionellt främst i Norrland, norra Dalarna, Uppland, Västmanland samt delar av Värmland samt sparsamt i Västergötland, Östergötland, Småland, Blekinge och Gotland. Bunden rosengång har förekommit i hela Sverige man haft sin starkaste koncentration i Götalandskapen. I äldre tid användes rosengång främst till täcken och åk-kläden på fällar. I Skåne användes vävnadstekniken på baksidan av dynor och i Skåne, Blekinge, Halland, Bohuslän och Västergötland till bänkhyenden och bänkdynor. I Dalarna främst till underbredor av lin eller hampa och till grövre säckar i hårgarn eller ull med varp av lin eller bomull.
Vanligast är att väva den i en vävstol med tre eller (oftare) fyra solvskaft och sex trampor (fyra trampor till mönster och två till tuskaft). Även om många olika färger används bildas varje rand av endast två sorters garn. Vanligast är yllegarn på linnevarp, men även bomullsgarn förekommer, till exempel i förklädesväv.
Hampkrus är samma slags rosengång, men fick sin benämning av att hampa användes som mönsterinslag.

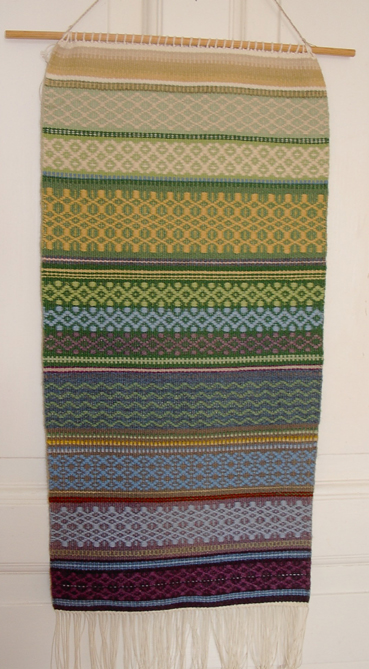
Rosengång i vepa av ull
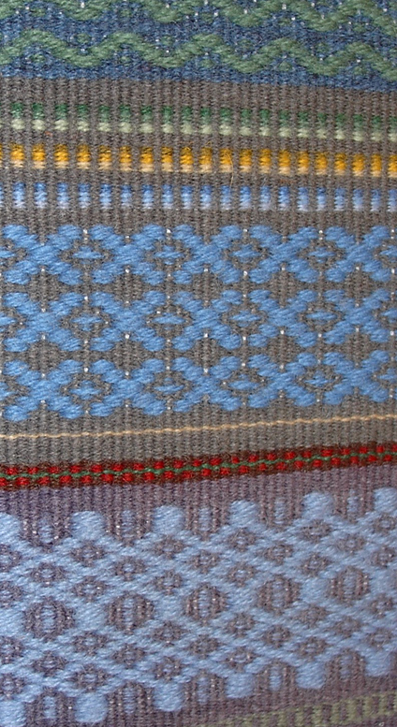
Rosengång i detalj
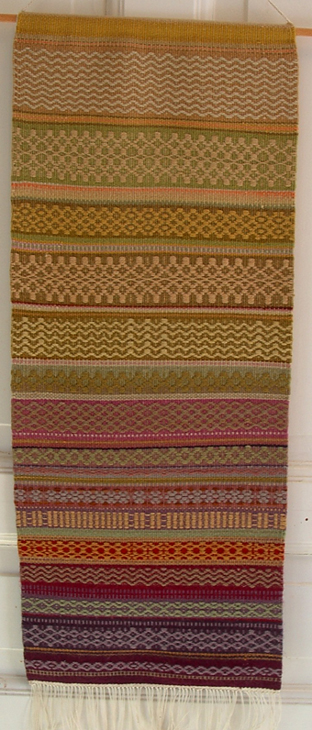
Rosengång i växtfärgad ull
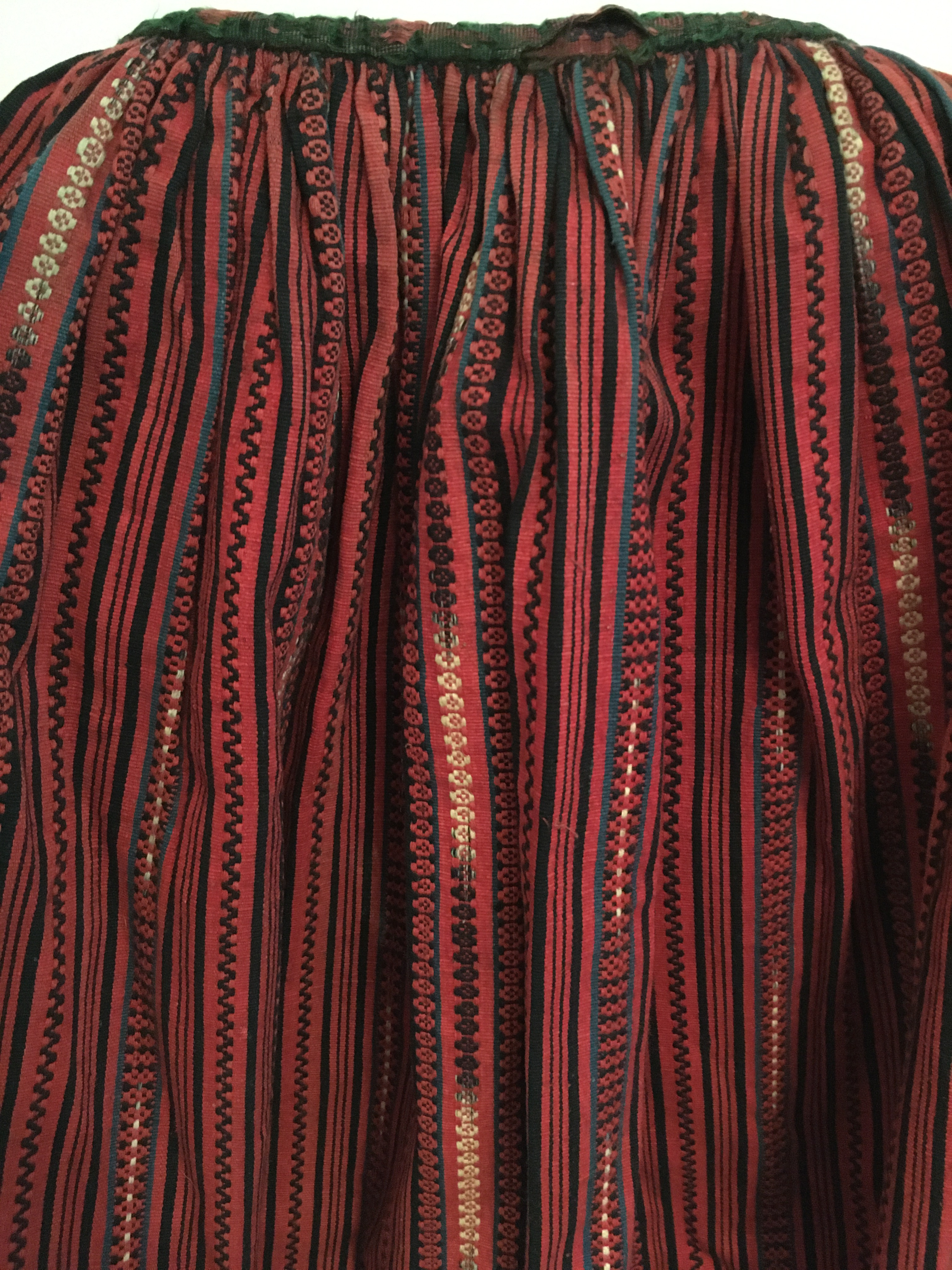
Allmogeförkläde vävt i rosengång.